# Dora Venter
Dora Venter, pseudonimo di Melina Gál (Budapest, 1º ottobre 1976), è un'ex attrice pornografica ungherese.

## Biografia
Conseguita nel 1998 l'abilitazione di infermiera professionale, si impiegò all'ospedale militare di Budapest. Nell'aprile del 1999 partecipa ai primi provini organizzati al fine di reclutare le nuove leve del porno. Grazie alla disinvoltura mostrata davanti alla macchina da presa, ottiene le prime scritture e gira, già nello stesso anno, i suoi primi quattro lungometraggi pornografici.
Nella prima parte della propria carriera Dora è musa del regista svedese Mike Beck, con il quale lavora in numerose occasioni adottando lo pseudonimo di Claudia Wennström. Appare anche in produzioni italiane, tedesche, francesi e ungheresi prima di iniziare una collaborazione col regista catalano Conrad Son (2001-2004), che ne valorizzerà più di chiunque l'assoluta disinvoltura nell'interpretazione di scene di sesso anale.
Nel 2003 riceve la prima nomination al Barcellona Erotic Film Festival come miglior "Ninfa" per l'interpretazione in Laura está sola; l'anno successivo vince il premio come migliore attrice non protagonista per il film La Memoria de los peces.
Da settembre del 2003 Dora è tornata a svolgere stabilmente la professione di infermiera professionale, pur continuando tuttavia a recitare sporadicamente in film hard se le parti, le sceneggiature e i cast sono di suo gradimento. Ha affermato che, a differenza degli amici più stretti, la maggior parte dei pazienti che assiste nell'attività di paramedico è inconsapevole della sua lunga carriera di pornostar e ciò a causa della limitata diffusione della pornografia in Ungheria.
In quasi tre lustri di intensa carriera, ha preso parte a più di 230 film pornografici.

## Riconoscimenti
- AVN Awards
  - 2007 – Best Sex Scene In A Foreign Shot Production per Outnumbered 4 con Isabel Ice, Sandra Romain, Cathy, Karina, Nicol, Puma Black, Erik Everhard, Steve Holmes e Robert Rosenberg[3]

## Filmografia
- Debauchery 5 (1999)
- Junge Debutantinnen 12: Harry lasst die Moschen tanzen (1999)
- Principe de plaisir (1999)
- Zones interdites (1999)
- Aberrazioni Sessuali in un Carcere Albanese (2000)
- Affari di Famiglia (2000)
- Arsenio Lupin (2000)
- Banda del Sabato Sera (2000)
- Enfile Moi (2000)
- Finishing School (2000)
- Fresh Euro Flesh 5 (2000)
- Fresh Meat 10 (2000)
- Haunted Love (2000)
- Hustler XXX 2 (2000)
- Incesto (2000)
- Intimità proibite di due giovani casalinghe (2000)
- Napoli (2000)
- Orgy in Black (2000)
- Phone Sex (2000)
- Pirate Deluxe 13: Rubberfuckers Rule (2000)
- Private Lessons (2000)
- Strano inganno (2000)
- Vacanze di Capodanno 2000 (2000)
- Voyeur 18 (2000)
- All Sex: Casino (2001)
- Ass Quest 4 (2001)
- Black Label 21: Lust Tango In Paris (2001)
- Bubblegum Babes 3 (2001)
- Buttman's Anal Show 3 (2001)
- Collectionneuse (2001)
- Farlig Potens (2001)
- Fatal Desire (2001)
- Gang Bang Angels 20 (2001)
- Hardcore Schoolgirls 18 (2001)
- Hotel Desire (2001)
- Indiana Mack 2: Sex in the Desert (2001)
- Legs in the Air (2001)
- Make Up (2001)
- Pickup Babes 4 (2001)
- Pirate Fetish Machine 2: Dominatrix Sex Gambit (2001)
- Private Black Label 20: Brides And Bitches (2001)
- Private Reality 4: Just Do it to Me (2001)
- Private XXX 13: Sexual Heat (2001)
- Profession Gros Cul (2001)
- Ragazza dalla pelle di luna (2001)
- Rocco: Animal Trainer 8 (2001)
- Sex Opera (2001)
- Sodomania: Slop Shots 10 (2001)
- 18 salopes a enculer (2002)
- Black Label 27: Love Story (2002)
- China Box (2002)
- Christoph's Beautiful Girls 6 (2002)
- Debi Diamond: Up Close and Personal (2002)
- Enjoy 1 (2002)
- Fantasie di Natale (2002)
- Fresh Butts And Natural Tits 1 (2002)
- Hardcore Innocence 5 (2002)
- Michelle és Sandra (2002)
- No Limits 3 (2002)
- Nosferatu (2002)
- Orgy World: The Next Level 4 (2002)
- Pirate Fetish Machine 7: Fetish TV (2002)
- Pornutopia 1 (2002)
- Private Castings X 37 (2002)
- Private Gladiator 3: The Sexual Conquest (2002)
- Private Orgies (2002)
- Private Reality 10: Ladder Of Love (2002)
- Runter das Hoschen rein ins Doschen (2002)
- Sex Around The World: Sexy Swedish Girls (2002)
- Sex Secrets of the Paparazzi (2002)
- Virtualia 6: Lost In Sex (2002)
- Visions (2002)
- Anything You Want (2003)
- Butt Gallery 1 (2003)
- Collectionistas (2003)
- Euro Girls Never Say No 3 (2003)
- Full Anal Access 3 (2003)
- Hustler Confidential 5: Riviera Heat 1 (2003)
- Hustler Confidential 6: Riviera Heat 2 (2003)
- Ice Cold Craving (2003)
- Kaloz radio (2003)
- Kovac (2003)
- Little White Slave Girls 3 (2003)
- My POV 2 (2003)
- Private Life of Dora Venter (2003)
- Private Reality 14: Girls of Desire (2003)
- Private Reality 15: Never Say No (2003)
- Private Reality 19: Beds of Sin (2003)
- Private Reality 20: Forbidden Games (2003)
- Private Sports 4: Snow Sluts (2003)
- Sex Around The World: Sweden 2 (2003)
- Sex Bullets (2003)
- Viking Legend (2003)
- Adventures of Dirty Dog 1: Give a Dog a Bone (2004)
- Anal Romance 1 (2004)
- Cum In My Ass Not In My Mouth 3 (2004)
- Euro Sluts 4: Caos (2004)
- Girls on Girls 2 (2004)
- House of Desire (2004)
- Intrigo (2004)
- Jaw Breakers 3 (2004)
- Just Fuckin' 1 (2004)
- Look What's Up My Ass 3 (2004)
- Private: Best of the Best, 1997-2002 (2004)
- Puritan Magazine 51 (2004)
- Reckless Teens (2004)
- Sex Ambassador (2004)
- Sex Symbol (2004)
- 2 on 1 21 (2005)
- Anal Excursions 3 (2005)
- Anal Prostitutes On Video 3 (2005)
- Black Label 38: Chateau 3 (2005)
- Chateau 1 (2005)
- Chateau 2 (2005)
- Coxxxuckers (2005)
- Euro Sluts 5: Whore (2005)
- Euro Sluts 9: My Friends (2005)
- Fragile 2 (2005)
- Gangbang Auditions 15 (2005)
- Hacienda (2005)
- Hustler Casting Couch 9 (2005)
- Lost (2005)
- Missing (2005)
- No Mercy 1 (2005)
- Private Porn Vacation: Cannes (2005)
- Private Xtreme 20: Hungry Asses (2005)
- Sandy's Girls 2 (2005)
- Tic Tac Toe's 1 (2005)
- Anal Asspirations 4 (2006)
- Angel Perverse 1 (2006)
- Between The Cheeks (2006)
- Black Label 42: Addiction (2006)
- Couch (2006)
- Cum Hungry Leave Full 1 (2006)
- Cumstains 7 (2006)
- Dora Venter's Fuck Me (2006)
- Illegal Ass 2 (2006)
- Outnumbered 4 (2006)
- POV 5 (II) (2006)
- POV Centerfolds 3 (2006)
- Sexy Santa (2006)
- What a Girl Wants 2 (2006)
- All Internal 2 (2007)
- Anal Connexion (2007)
- Anal Debauchery 1 (2007)
- Angel Perverse 6 (2007)
- Bondage Thoughts (2007)
- Evil Nurse (2007)
- Footsie Babes 3 (2007)
- MILF Next Door 1 (2007)
- Private XXX 37: Stars In Heat (2007)
- Pussy Lovers (2007)
- Racconti Anali di Sofia Gucci (2007)
- Anal Master Class (2008)
- Big Butt Attack 1 (2008)
- Domination Zone 2 (2008)
- Gangbang Junkies 1 (2008)
- Gangbang That Bitch That Doesn't Bang (2008)
- Gorgeous Nympho Whores (2008)
- Kiss Me First 1 (2008)
- MILF Thing 1 (2008)
- Mundo Perro 1 (2008)
- Porn Week: Budapest Party (2008)
- Porn Week: Prague Pussyfest (2008)
- Private Specials 6: Cheating MILFs (2008)
- Roma 3 (2008)
- Sex Trap (2008)
- Step By Step 1 (2008)
- Who's Your Mommie 5 (2008)
- Art Of The Cumfart 2 (2009)
- Bar Bangers 1 (2009)
- Copz (2009)
- Cumstains 10 (2009)
- Fetish Fantasy (2009)
- Big Butt Attack 9 (2010)
- Big Fucking Assholes 2 (2010)
- Buttman's Nordic Blondes (2010)
- Hot Sex (II) (2010)
- Pop Swap 2 (2010)
- Anal Attack 3 (2011)
- Gangbang Whores (2012)
- Pilot Seat 2 (2013)